# Miklós Kis
Pour les articles homonymes, voir Kis.
Dans le nom hongrois Kis Miklós, le nom de famille précède le prénom, mais cet article utilise l’ordre habituel en français Miklós Kis, où le prénom précède le nom.
Miklós Misztótfalusi Kis, aussi appelé Miklós Tótfalusi Kis, né à Misztótfalu en 1650 et décédé en 1702 à Kolozsvár, est un écrivain, typographe, imprimeur et compositeur hongrois.
Il est envoyé aux Pays-Bas depuis la Hongrie pour imprimer une Bible en hongrois en caractères latins chez Daniel Elzevier, mais une fois arrivé en 1680 ce dernier est déjà décédé. Kis apprend alors les métiers pour produire cet ouvrage. Il apprend l’imprimerie et la composition à l’imprimerie Blaeu, et apprend à graver les caractères chez Dirk Voskens. Après 3 ans d’apprentissage, il devient graveur de caractère à son propre compte et connait un succès international — il a des commandes venant même de Géorgie.
Il imprime la Szent Biblia, la Bible en hongrois, à Amsterdam chez Olofsz avec ses propres caractères en 1683 et une nouvelle fois en 1685. Kis retourne en Hongrie en 1698. Malheureusement pour lui, ces caractères latins n’ont guère de succès dans son pays d’origine et il meurt en 1702 à Kolozsvár (aujourd’hui Cluj-Napoca) où il est enterré au cimetière Hajongard.
Ces caractères romains sont achetés et utilisé par Anton Janson ce qui a poussé certains à penser qu’ils sont une création de ce dernier plutôt que de Kis. La fonte Janson porte ce nom dû à cette confusion.

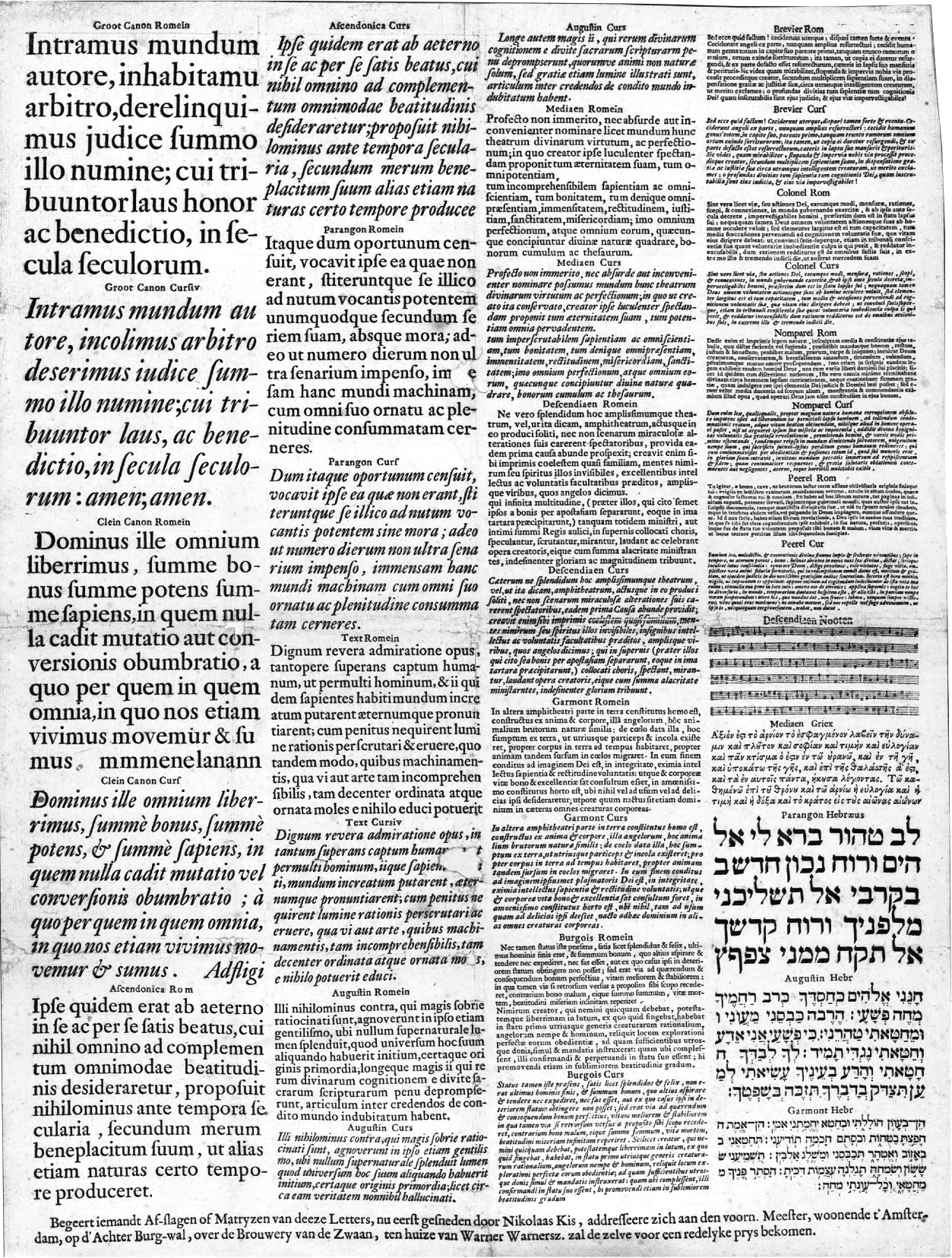
Spécimen caractères de 1685.
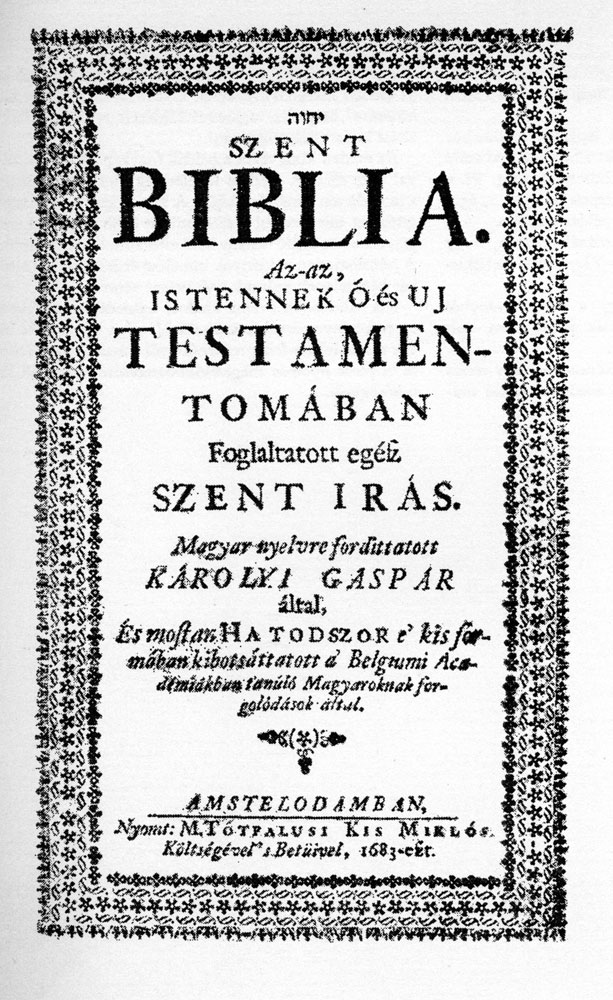
Page de titre de la Szent Biblia de 1683.
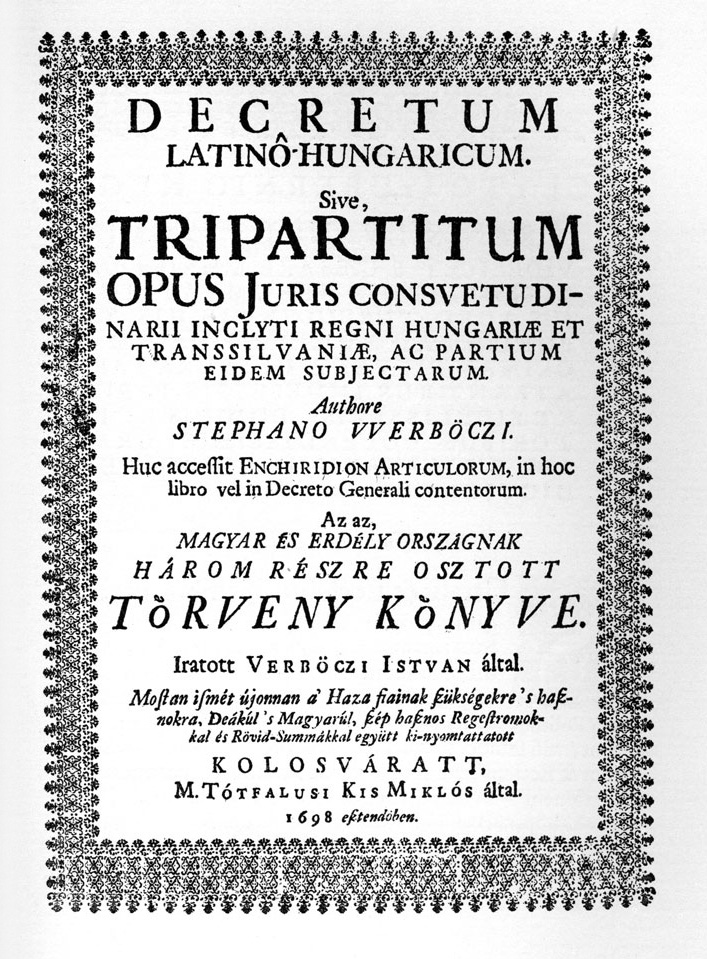
Page de titre de la Tripartitum de 1698.